# Sofus Høgsbro

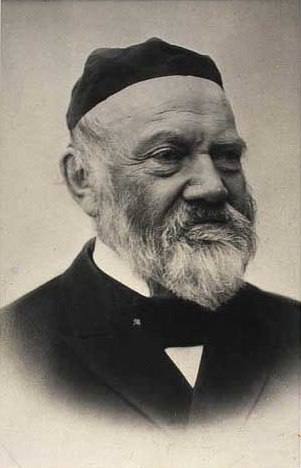
Sofus Høgsbro

Sofus Magdalus Høgsbro (* 18. Juli 1822 in Rødding, Vejen, Jütland; † 15. Januar 1902 in Frederiksberg) war ein dänischer Politiker der Liberalen Partei (Venstre), der unter anderem zwischen 1887 und 1894 sowie von 1895 bis 1901 Präsident des Folketing war.

## Leben
Sofus Magdalus Høgsbro, Sohn eines Priesters, zog nach dem Tod seines Vaters mit seiner Mutter und zwei Geschwistern nach Ribe und besuchte die dortige Lateinschule. Er lernte Hebräisch, Griechisch und Isländisch vom Stadtpfarrer, studierte Naturgeschichte und Astronomie bei seinem Lehrer außerhalb des Schulprogramms und schloss mit siebzehn Jahren 1839 mit Bestnoten ab. Während seines anschließenden Studiums der Theologie nahm er am Akademischen Lesekreis teil und wurde Mitglied der Dänischen Gesellschaft (Det Danske Samfund), der 1839 von Nikolai Frederik Severin Grundtvig, Frederik Barfod, Frederik Hammerich, Peter Christian Kierkegaard und Orla Lehmann gegründet wurde. Neben der Teilnahme an Studententreffen in Schweden und hörte Vorlesungen bekannter Professoren an Universitäten in Deutschland. Nach dem Abschluss des Beamtenexamen wurde er jedoch nicht Priester, sondern nahm stattdessen eine Tätigkeit als Schullehrer auf. Durch Grundtvigs Intervention wurde er auf 1850 die Stelle des Schulleiters am wiedereröffneten Rødding-Gymnasium (Rødding Højskole). 

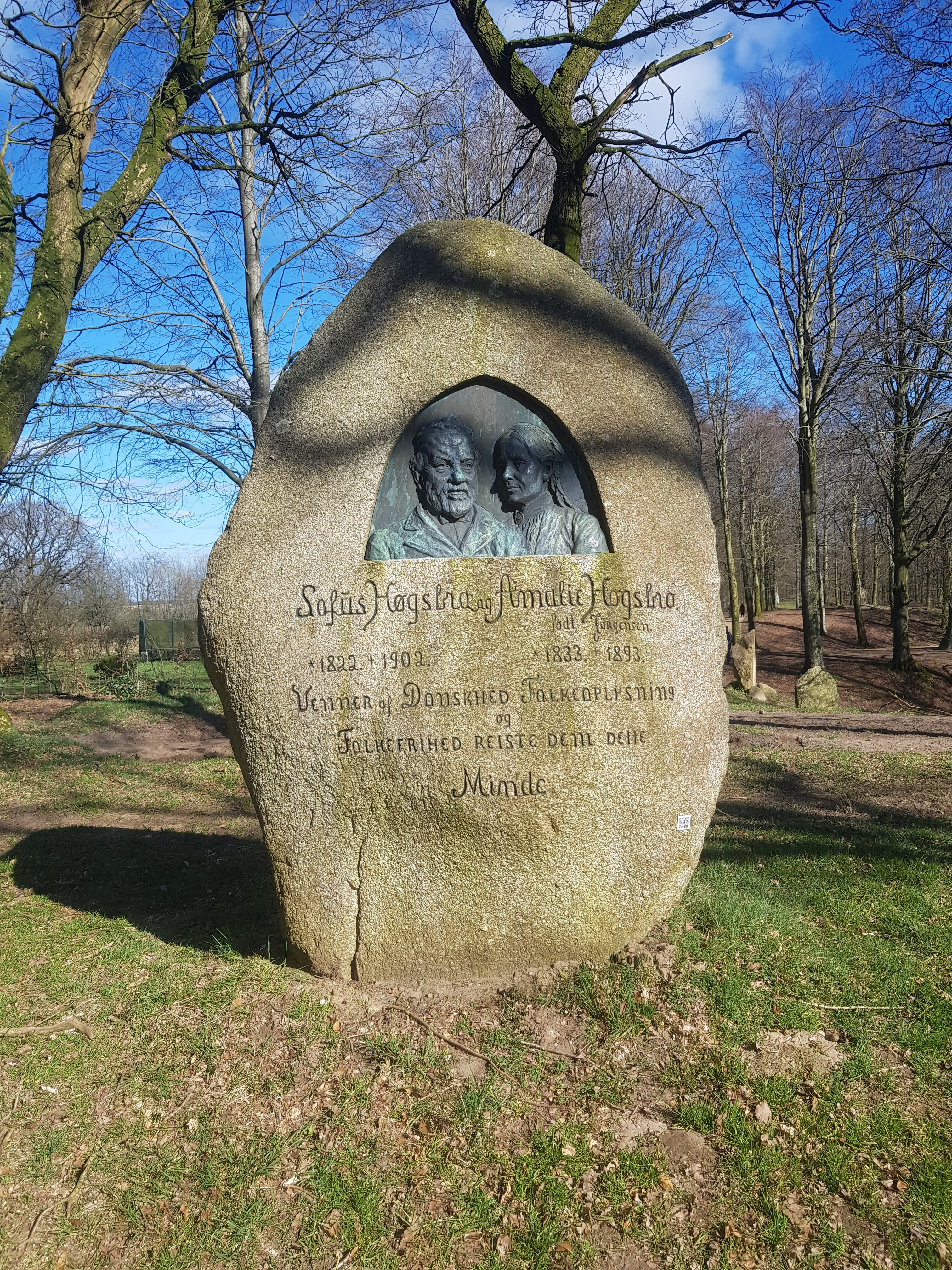
Gedenkstein für Sofus und Amalie Høgsbro (1860) in Skibelund Krat.

Sein politisches Engagement begann Høgsbro für die Gesellschaft der Bauernfreunde (Bondevennernes Selskab) und wurde für diese bei der Folketingswahl 1858 zum Mitglied des Parlaments (Folketing), der zweiten Kammer des Reichstages (Rigsdag), gewählt. 1862 ließ er sich in Kopenhagen nieder und war 18 Jahre lang Herausgeber von „Dansk Folketidende“, der Parteizeitschrift der konservativ-liberalen Partei Venstre. Als Nachfolger seines Parteifreundes Christen Berg übernahm er am 3. Oktober 1887 das Amt als Folketingets formand und bekleidete damit bis zum 16. Dezember 1894 das Amt des Parlamentspräsidenten, woraufhin sein Parteifreund Rasmus Claussen ihn in diesem Amt ablöste.
Bereits am 17. April 1895 übernahm Sofus Høgsbro abermals den Posten des Präsidenten des Folketing, welches er nunmehr bis zu seiner Ablösung durch seinen Parteifreund Herman Trier am 5. Oktober 1901 bekleidete. Aus seiner Ehe mit Amalie Høgsbro (1833–1893) ging der Politiker Svend Høgsbro (1855–1910) hervor, der für die Venstre ebenfalls Folketingmitglied, zwischen 1905 und 1908 Minister für öffentliche Arbeiten sowie von 1908 bis 1909 Justizminister war.